# Bodotria serrata
Bodotria serrata är en kräftdjursart som beskrevs av Hiroshi Harada 1967. Bodotria serrata ingår i släktet Bodotria och familjen Bodotriidae. Inga underarter finns listade i Catalogue of Life.